# Eriopyga blanduja
Eriopyga blanduja là một loài bướm đêm trong họ Noctuidae.